# 威廉·克纳贝
威廉·克纳贝（德語：Wilhelm Knappe，1855年10月20日—1910年2月5日），是德国的外交官、律师，曾担任驻上海领事。